# 노후를 대비해 이세계에서 금화 8만 개를 모읍니다
노후를 대비해 이세계에서 금화 8만 개를 모읍니다(老後に備えて異世界で8万枚の金貨を貯めます)는 FUNA가 원작한 일본의 라이트 노벨 소설 작품이다. 2015년 11월부터 「소설가가 되자」에서 투고되어 2017년 6월에 K라노벨북스(코단샤)로부터 서적화되었다. 일러스트는 5권까지는 동서, 6권 이후는 모토에 케이스케가 담당하고 있다.